# Порта-Пінчіана
Порта Пінчіана (італ. Porta Pinciana) — міська брама у мурі Авреліана в Римі.

## Історія
Побудовані під час робіт з укріплення муру Авреліана у 401 році при імператорі Гонорії. Брама була укріплена коли вже існували невеликі ворота, вежа праворуч отримала напівкруглу форму, була добудована друга вежа ліворуч, цегляна брама була покрита травертином. 
Брама отримала назву одного з римських пагорбів — Пінціо. Порта Пінчіана мала також назву лат. Porta Salaria Vetus — стара порта Саларія, оскільки через неї проходила Соляна дорога (Via Salaria). У ранньому середньовіччі виникла назва Porta Portitiana або Porta Porciniana. 
Порта Пінчіана не була головною міською брамою Риму, її кілька разів замуровували. 